# NGC 7230
NGC 7230 is een balkspiraalstelsel in het sterrenbeeld Waterman. Het hemelobject werd op 6 september 1793 ontdekt door de Duits-Britse astronoom William Herschel.

## Synoniemen
- MCG -3-56-12
- IRAS 22114-1719
- PGC 68350